# Gerben Tieltjes
Gerben Tieltjes (Lochem, 5 september 1983) is een Nederlands voetballer die bij voorkeur als rechtsback speelt. In het seizoen 2017/18 speelt Tieltjes bij de Tweede divisionist HHC Hardenberg.
Tieltjes kwam in het verleden uit voor Longa '30 (jeugd) en de profclub FC Emmen waar hij in het seizoen 2001/02 zijn debuut maakte. Vanaf juni 2006 ging Tieltjes bij HHC Hardenberg spelen die toen uit kwam in de Hoofdklasse wat toen het hoogste amateurniveau was. In het seizoen 2011/12 speelde Tieltjes één half seizoen voor het Vriezenveense DETO, waar hij met blessures kampte. Daarna keerde hij weer terugkeerde bij HHC Hardenberg.
In zijn jeugdjaren heeft Tieltjes daarnaast in diverse jeugdteams van het Nederlands elftal gespeeld.